# Claude-Oliver Rudolph

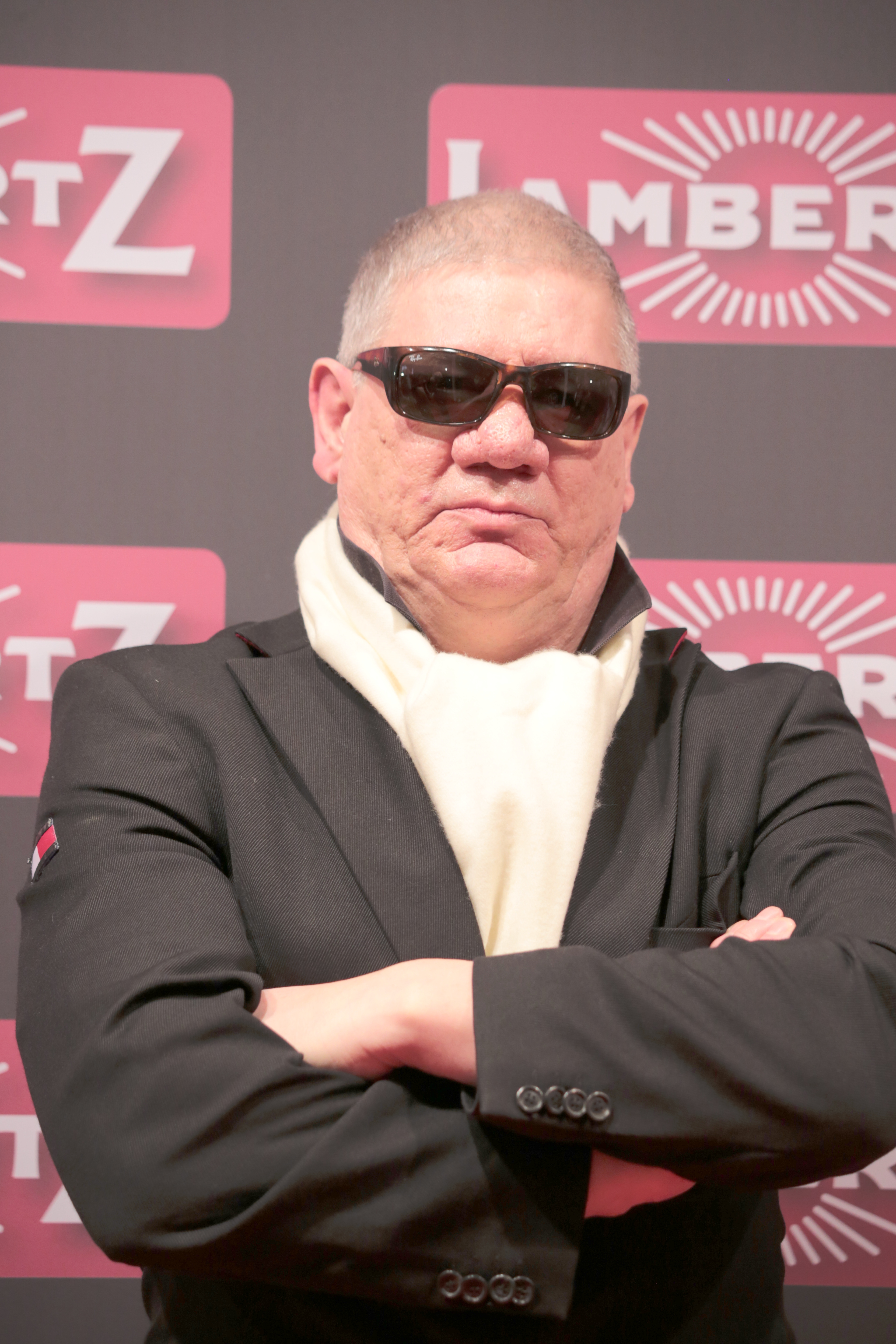
Claude-Oliver Rudolph bei der Lambertz Monday Night 2018.

Claude-Oliver Rudolph (* 30. November 1956 in Frankfurt am Main) ist ein deutscher Schauspieler, Produzent, Drehbuchautor und Filmregisseur.

## Leben
Bis zu seiner Einschulung lebte Claude-Oliver Rudolph bei seiner Großmutter in Frankreich. Um sich gegen seine Schulkameraden zur Wehr zu setzen, die ihn wegen seines französischen Namens und seiner kindlichen Schwäche hänselten, besuchte Rudolph als Heranwachsender Selbstverteidigungs- und Karatekurse. Während der Schulzeit am Bochumer Gymnasium am Ostring lernte er Herbert Grönemeyer kennen und begann mit ihm am Schauspielhaus Bochum seine Schauspielkarriere. Mit 15 Jahren wurde Rudolph von dem Theaterregisseur Werner Schroeter entdeckt und spielte mit 18 Jahren unter der Regie von Peter Zadek in Bochum und Berlin.
Nach dem Abitur am Staatlichen Humanistischen Gymnasium studierte Rudolph Philosophie, Psychologie und Romanistik an der Ruhr-Universität Bochum, außerdem Film und Regie an dessen Musischem Zentrum sowie Theaterwissenschaften an der Ludwig-Maximilians-Universität München. Bei dem tschechischen Regisseur Jiří Menzel absolvierte er ein Regievolontariat. Des Weiteren besuchte er ein Seminar bei dem Schauspiellehrer Lee Strasberg in Bochum. Als Dozent arbeitete Rudolph an der Westfälischen Schauspielschule Bochum.
Rudolph war mit der Schauspielerin Sabine von Maydell verheiratet. Mit ihr hat er einen Sohn und eine Tochter, die ebenfalls als Schauspielerin tätige Oona von Maydell.

## Künstlerisches Schaffen
Von Rainer Werner Fassbinder wurde Claude-Oliver Rudolph engagiert und spielte mit Volker Spengler die Hauptrolle in dem Theaterskandal Unter Aufsicht. International bekannt wurde er im James-Bond-Film Die Welt ist nicht genug an der Seite von Pierce Brosnan. Dem deutschsprachigen Publikum ist Rudolph unter anderem bekannt durch den Film Das Boot.
Claude-Oliver Rudolph synchronisierte in dem Film The Wrestler – Ruhm, Liebe, Schmerz den Hauptdarsteller Mickey Rourke.
2011 erwarb Rudolph die Namensschutzrechte an der Biographie von Hans Albers. Zusammen mit Frank Otto wollte Rudolph nach eigenen Aussagen einen Film sowie ein Musical namens Hans Albers – der blonde Rebell veröffentlichen. Im Abspann des im Januar 2021 von der ARD ausgestrahlten Films Die Liebe des Hans Albers werden Rudolph als Ideengeber, Dirk Eisfeld als Autor und Nina Koshofer für die Vorlage genannt. Abweichend dazu betitelt sich Rudolph selber auf seiner Webseite als Autor des Originalbuchs.
Im Jahr 2010 bewarb er sich als Intendant des Hamburger Schauspielhauses. 2016 wollte er Intendant des Theater Hagen werden. Beide Bewerbungen blieben erfolglos.
Claude-Oliver Rudolph ist seit 2022 Direktor / Prinzipal des Theaters „Jules Verne Experience“. mit den Musikalischen Leitern U 96.,
Tourneen „20.000 Meilen unter dem Meer“ in ganz Europa folgten u. a. Alte Oper Frankfurt und Admiralspalast Berlin.
Seit 2022 spielen das Planetarium Hamburg und seit 2024 das Planetarium Bochum die 3D – Full Dome Show „20.000 Meilen unter dem Meer“.
Seit Sommer 2024 ist Rudolph Intendant der Theaterfestspiele Braunfels – dem Hessischen Neuschwanstein.

### Fernsehen
Im Fernsehen wurde Claude-Oliver Rudolph durch die Fernsehserie Rote Erde bekannt. In dem Fernsehmehrteiler Der König von St. Pauli spielte er den ruchlosen Schläger Chinesen-Fiete.
Im Oktober 2007 war er Teilnehmer der ProSieben-Sendung Das große Promi-Pilgern neben Katy Karrenbauer, Charlotte Engelhardt, Ingo Naujoks und Oliver Petszokat.
Rudolph arbeitete von April 2016 bis Juni 2019 für den russischen Propagandasender RT Deutsch (ehemals „Russia Today“). Dort war er unter dem Chefredakteur Iwan Rodionow als „Ressortleiter Kunst und Kultur“ mit der eigenen Sendung Clash tätig. Vom 18. September 2016 bis 16. Juni 2019 moderierte er insgesamt 26 Folgen der Talkshow. Seine Tätigkeit beendete er nach eigenen Angaben, nachdem eine geplante Reportage über Nordkorea nicht zustande gekommen war und er dem Sender mangelnde Professionalität vorgeworfen hatte.
Im September 2023 wirkte Rudolph in der RTL-TV-Show Die Verräter – Vertraue Niemandem! mit.

## Filmografie

### Schauspieler
- 1979: Palermo oder Wolfsburg
- 1980: Tatort – Herzjagd
- 1981: Das Boot
- 1981: Strommberg – Die letzte Nacht
- 1981: Operation Leo
- 1982: Ungleicher Lohn
- 1983: Hure
- 1983: Rote Erde
- 1983: Vom anderen Stern
- 1985: Châteauvallon
- 1985: Ein Fall für zwei – Fluchtgeld
- 1985: Alpha City – Abgerechnet wird nachts
- 1986: Blinde Leidenschaft
- 1986: Der Angriff
- 1986: Die Reise
- 1986: Der Alte – Gigolo ist tot
- 1987: Kinder aus Stein
- 1987: Hans im Glück
- 1987: Der Alte – Tod eines Piraten
- 1988: Derrick – Fliegender Vogel
- 1988: Die Stimme
- 1989: Derrick – Der zweite Mord
- 1989: Laura und Luis
- 1989: Derrick – Die Kälte des Lebens
- 1989: Herbstmilch
- 1990: Ex und hopp – Ein böses Spiel um Liebe, Geld und Bier
- 1990: Derrick – Der Einzelgänger
- 1991: Mit tödlicher Sicherheit
- 1991: Derrick – Verlorene Würde
- 1991: Derrick – Ein seltsamer Ehrenmann
- 1992: Eurocops – Doppelleben
- 1992: Ein Fall für zwei – Feiglinge töten nicht
- 1993: Der Alte – Die 13.Gesellschaft
- 1993: Ein Fall für zwei – Käufliche Herren
- 1993: Glückliche Reise – Mallorca
- 1994: Schwarz greift ein – Auge um Auge
- 1994: Tatort – Singvogel
- 1995: In uns die Hölle
- 1995: Der Schwarze Fluch – Tödliche Leidenschaften
- 1996: Auf Achse – Überraschung in Rotterdam
- 1996: Struppi & Wolf
- 1996: Der Schattenmann
- 1996: Der kalte Finger
- 1996: Alles nur Tarnung
- 1996: Tresko – Amigo Affäre
- 1997: Und tschüss!
- 1997: Spurlos verschwunden
- 1997: Küstenwache – Die Jagd
- 1997: Großstadtrevier – Das zweite Gesicht
- 1998: Die Spezialisten
- 1998: Polizeiruf 110 – Kleiner Engel
- 1998: Der König von St. Pauli
- 1998: Tatort – Bienzle und der Champion
- 1998: Liebe mich bis in den Tod
- 1998: Die 3 Posträuber
- 1999: Die Angst in meinem Herzen
- 1999: James Bond 007 – Die Welt ist nicht genug (The World Is Not Enough)
- 2000: SOKO Leipzig – Echte Profis
- 2000: Club des chomeurs
- 2001: Der Verleger
- 2002: Le club des chômeurs
- 2003: Novaks Ultimatum
- 2003: Dirty Sky
- 2003: Amundsen der Pinguin
- 2004: Brecht
- 2006: Geliefert
- 2006: Fight Club Sabotakt
- 2007: Ein Fall für zwei – Schmutzige Hände
- 2007: Chaostage – We Are Punks!
- 2007: Dogs
- 2007: Manhunt 2096
- 2008: The Kassandra Flight
- 2009: Kopf oder Zahl
- 2009: Maria
- 2009: Cargo
- 2009: Topper gibt nicht auf
- 2010: Sehnsüchte
- 2010: SOKO Stuttgart – Fankurve
- 2011: Fahr zur Hölle
- 2011: Gegengerade – Niemand siegt am Millerntor
- 2011: Großstadtrevier – 5 nach 12
- 2011: Die Schulermittler
- 2011: SOKO Stuttgart – Man stirbt nur zweimal
- 2012: Der Alte
- 2012: Robin Hood: Ghosts of Sherwood
- 2013: Ein Fall für zwei – Letzte Worte
- 2013: Tatort – Eine Handvoll Paradies
- 2013: Notruf Hafenkante – Lucky Punch
- 2013: Der Alte – Blutiger Asphalt
- 2013: Der VIP-Bus – Promis auf Pauschalreise
- 2013: Heldt – Kopf des Indianers
- 2014: Kreuzungen
- 2014: SOKO Stuttgart – Auf eigene Rechnung
- 2014: SOKO Stuttgart – Taxi ins Jenseits
- 2015: Grabowski – alles bleibt in der Familie
- 2015: Miami, Mafia, Moneten
- 2015: SOKO Stuttgart – Masken
- 2016: Clash (Serie)
- 2016: Mann im Spagat
- 2016: Agent provocateur – ARTE
- 2017: Alice – the darkest hour
- 2017: SOKO Stuttgart – Akte Jo
- 2018: Kroymann (Satiresendung, 1 Folge)
- 2018: Großstadtrevier – Der Neue mit „T“
- 2018: SOKO Stuttgart – Rasende Wut
- 2019: Tal der Skorpione
- 2019: Knorx
- 2019: SOKO Stuttgart – Das Geld anderer Leute
- 2020: SOKO Stuttgart – Schmutzige Hände
- 2022: SOKO Stuttgart – Vergissmeinnicht

- 2022: 20.000 Meilen unter dem Meer
- 2022: Dream Man

- 2023: Die Verräter
- 2023: Tschugger - Suisse

### Regisseur
- 1977: Humor – Grüß Gott
- 1981: Fleisch ist Fleisch – Frauenmörder Fritz Honka
- 1986: Büchner
- 1986: Der dicke Rebell
- 1987: Verlorene Horizonte
- 1990: The Wonderbeats – Kings of Beat
- 1993: Ebbies Bluff
- 1993: Weinende Ruhr
- 2003: Dirty Sky
- 2004: Große Mädchen weinen nicht
- 2004: Life’s a bitch
- 2006: Fight Club Sabotakt
- 2013: Musical „Judy“
- 2014: Trailer Mord im Rampenlicht
- 2017: Das Liebesverbrechen

### Produzent
- 1977: Humor – Grüß Gott
- 1984: Büchner
- 1986: Der dicke Rebell
- 1990: The Wonderbeats – Kings of Beat
- 1993: Ebbies Bluff
- 2003: Dirty Sky
- 2006: Fight Club Sabotakt
- 2006: 75 Jahre Hockenheim
- 2007: Chaostage
- 2012: St. Pauli – Gegengerade
- 2012: Klappe Cowboy!
- 2013: Judy Garland
- 2017: Das Liebesverbrechen

### Autor
- 1977: Humor – Grüß Gott
- 1984: Büchner
- 1986: Der dicke Rebell
- 1990: The Wonderbeats – Kings of Beat
- 1993: Ebbies Bluff
- 1998: Liebe mich bis in den Tod
- 2003: Dirty Sky
- 2010: Ebbyland

### Moderator
- 2016–2018: Clash

## Bücher
- Mein Powerprogramm für echte Männer. 2010, ISBN 978-3-485-01306-2.

## Hörbücher
- mit Ralf Richter: Wilhelm Busch, ungekürzte Lesung, ISBN 3-7857-3044-6.
- mit verschiedenen Sprechern: Grimms Märchen, Version 1864, Hörbuch – SPV.
- mit verschiedenen Sprechern: Böse Nacht Geschichten – Hörbuch – Universal.
- mit Christine Neubauer: Die schönsten Liebesgedichte der Weltliteratur – Hörbuch – Delta.
- mit Bina Trooger: Die größten Schurkenmonologe der Weltliteratur – Hörbuch – Delta.
- John le Carre: Eine Art Held, Der Nachtmanager, Geheime Melodie – Hörbuch – Delta.
- Jacques Mesrine: Der Todestrieb – Hörbuch – Delta & Nautilus.
- Metallica: The truth about Metallica – Hörbuch – Nuclear Blast.
- Arnaldur Indriðason – Frostnacht.
- Sergej Lukianenko – Weltengänger – Heyne / Random House.
- Nacht der Rebellen – nach Streitigkeiten mit der Band untersagte er die Veröffentlichung.
- Gustav Sack – Erinnerungen eines Rebellen – Westfälisches Museum für Literatur.
- Geschichten von Liebe & Sehnsucht – Maison Blanche Berlin.
- Das Liebesverbrechen mit Mona Mur

## Hörspiele
- 2005: Thomas Stiller: Stille Nacht – Heilige Nacht – Regie: Christoph Dietrich (Hörspiel – SWR)

## Auszeichnungen
- 1984: Gewinner des Deutschen Darstellerpreises Chaplin Choe auf dem Filmfest München für seine Mitwirkung in der Fernsehserie Rote Erde
- 2013: Ehrendarstellerpreis des Eat My Shorts – Hagener Kurzfilmfestivals
- 2022: Jean Gabin Award – Preis beim Eat My Shorts – Hagener Kurzfilmfestivals
- 2025: Schinderhannes Award – Preis des HATV – Hessischen Theaterverbandes

- Preis des Studienkreis Film
- Grimme-Preis Lobende Erwähnung
- Nominierung Deutscher Darstellerpreis
- Deutscher Darstellerpreis Chaplin-Schuh des Bundesverbandes deutscher Film- und Fernsehregisseure e. V. als bester Nachwuchsschauspieler
- Max-Ophüls Preis
- Opening I.. Shanghai Film Festival
- 1. Preis Tokio Filmfestival
- Preis der Photokina
- ITVA Award
- State-of-the-Art-Award London
- Excellence Award L.A.
- Goldene Kamera Ehrenpreis
- Mitglied der Deutschen Filmakademie
- Alternativer Max-Ophüls Preis
- Darstellerpreis Filmfest Neapel
- Nominierung Deutscher Synchronpreis
- NRW-Darstellerpreis Filmfest Hagen
- Jean Gabin Award
- Schinderhannes Award